# Otrøya
 Øen kaldes også Otterøya men må ikke forveksles med  Otterøya i Trøndelag
Otrøya eller Otterøya er en ø der ligger lige vest for  Molde, i Molde kommune i Møre og Romsdal fylke i Norge. Den  er den største af de fem beboede øer som indtil 2019 udgjorde Midsund kommune. Den  har omkring  1.610 indbyggere (2015). Mod vest på øen ligger byen Midsund og broforbindelse til Midøya. Øen har et areal på 76,14 km².
Hovederhverv er fiskeindustri og værksteder for fiskeriet.